# Maria Reginakerk (Boxtel)

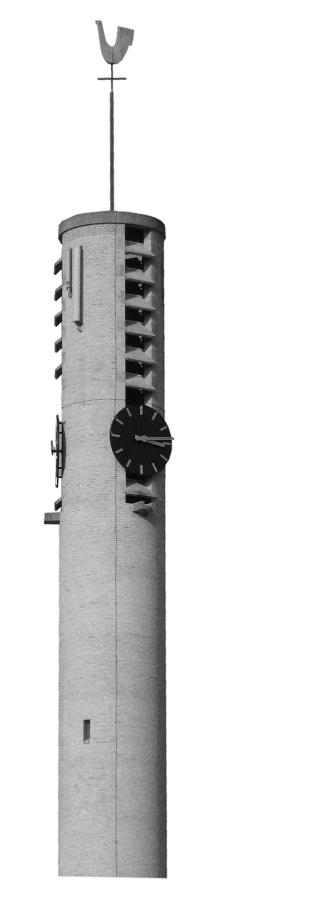
"Magere Josje"

De Maria Reginakerk is een voormalige parochiekerk in de Nederlandse plaats Boxtel (provincie Noord-Brabant), gelegen aan het Maria Reginaplein 45.

## Geschiedenis
In de nieuwe wijk Selissenwal werd in 1959 een parochie gesticht en een kerk gebouwd. De kerk, ontworpen door Jan Strik, was een zaalkerk in modernistische stijl. De kerk had een plat dak en veel glaswanden, geïnspireerd op een beroemde dichtregel van Huub Oosterhuis "zomaar een dak, boven wat hoofden." Ook was er een ranke toren, in de volksmond "Magere Josje" genoemd, naar een Amsterdamse prostituee. Tijdens de bouw van de kerk was de moord op haar uitvoerig in het nieuws.
De kerk werd in 2003 aan de eredienst onttrokken en gesloopt in 2008. De toren bleef bestaan. Plannen voor de bouw van een kleinere kerk vonden geen doorgang. De parochie werd opgeheven.
In de wijk werden op grote schaal renovatiewerkzaamheden uitgevoerd, en ook de omgeving van de kerk, inclusief het Maria Reginaplein, veranderde ingrijpend van structuur.
Het orgel, gebouwd in 1966 door de firma Pels, werd in 2004 overgeplaatst naar de Sint-Adelbertkerk te Delft.

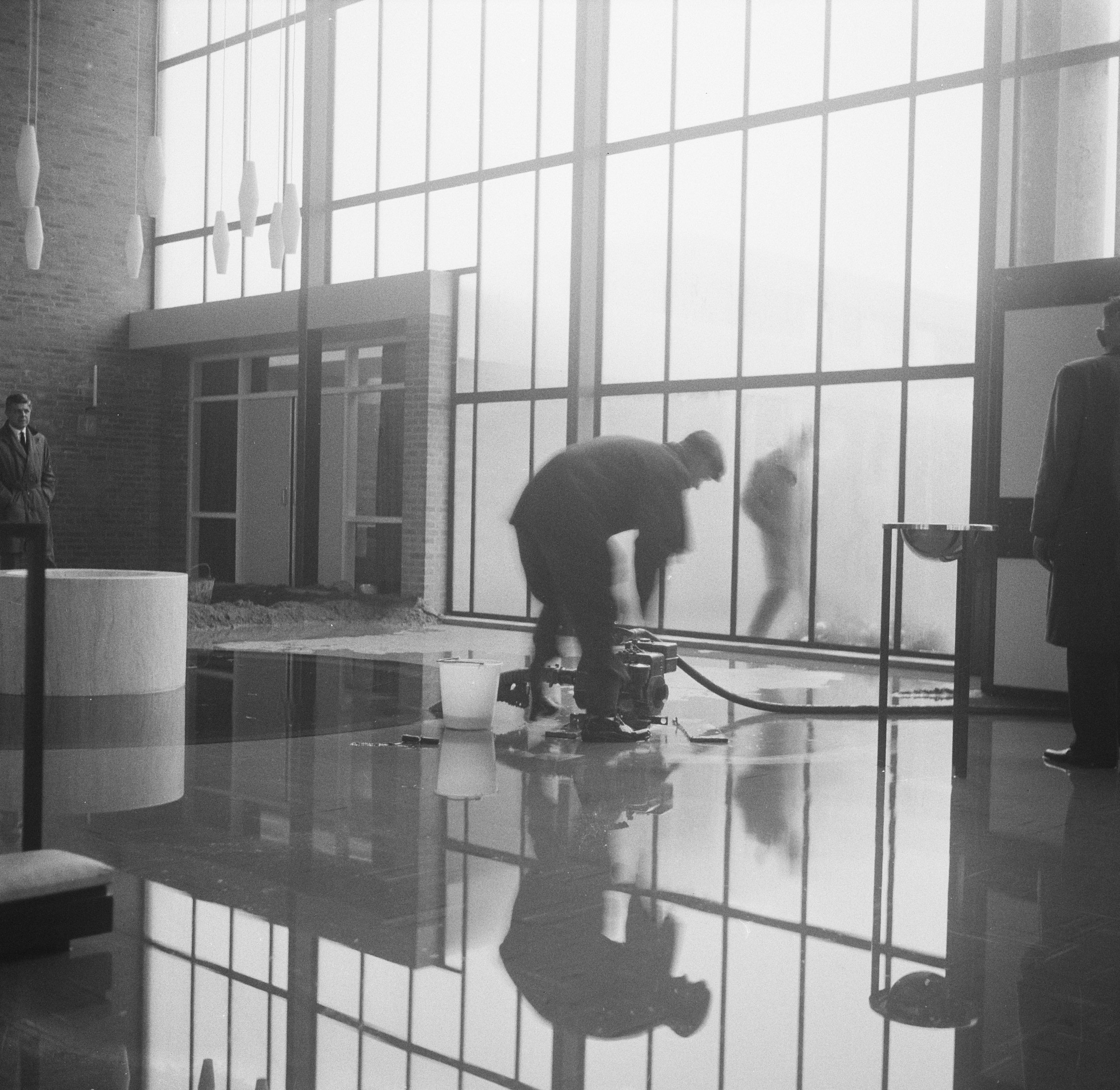
Maria Reginakerk -stormschade in 1960